# Sydney Chaplin (1885–1965)

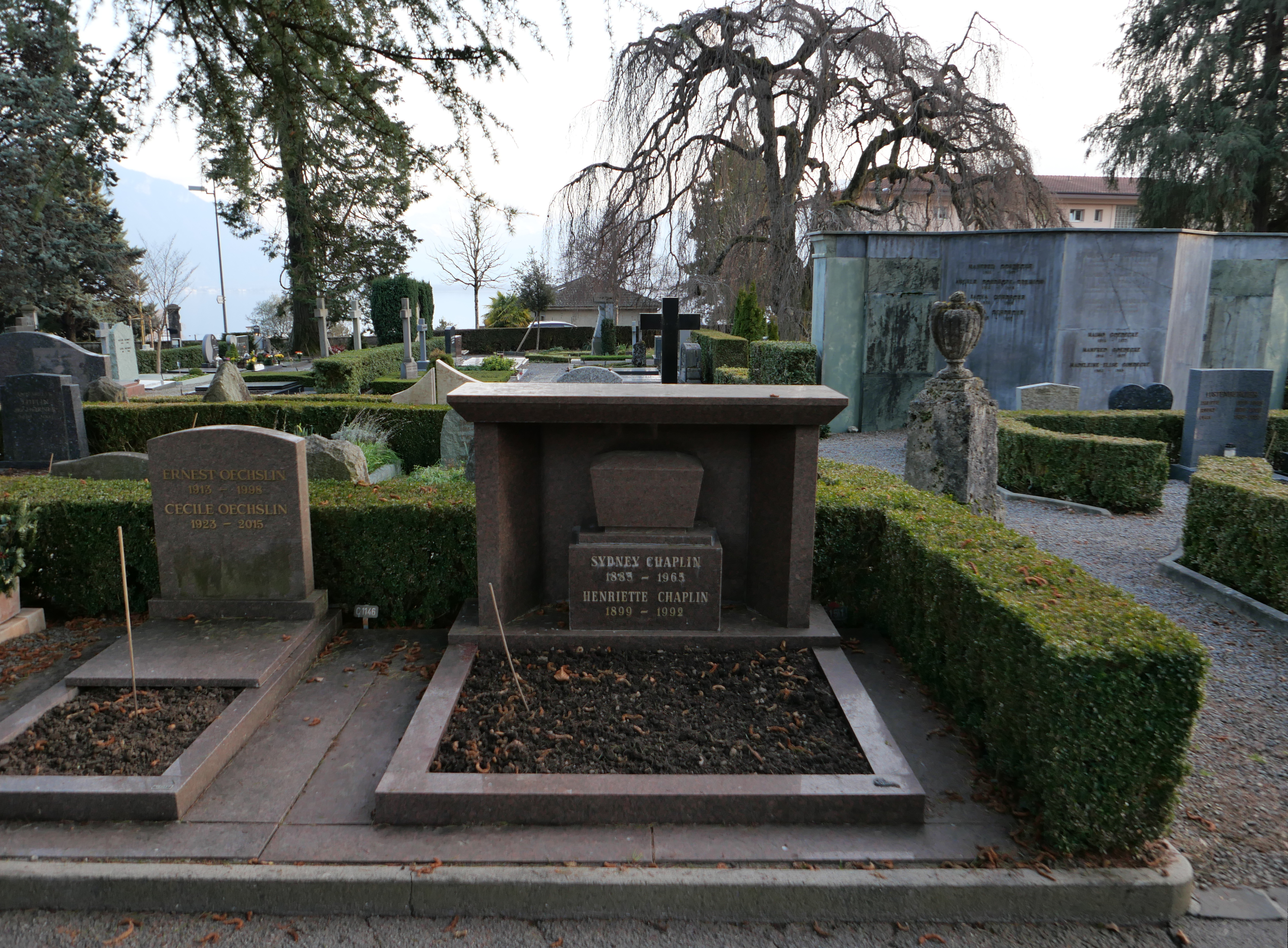
Nagrobek Sydneya i jego żony, Henriette na cmentarzu w Clarens-Montreux, w kantonie Vaud, w Szwajcarii.

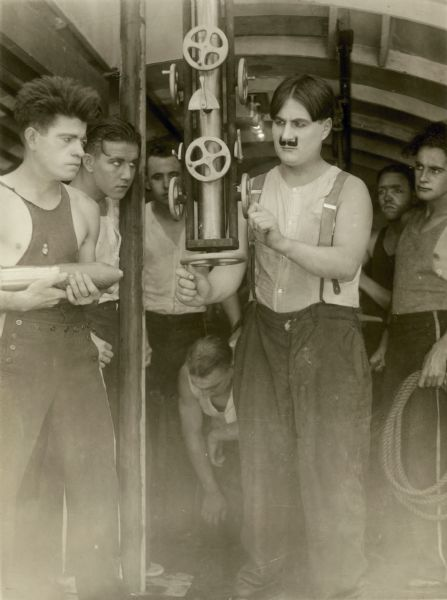
Sydney Chaplin w filmie A Submarine Pirate

Sydney Chaplin, urodzony jako Sidney John Hill (ur. 16 marca 1885 w Londynie, zm. 16 kwietnia 1965 w Nicei) – brytyjski aktor. Starszy, przyrodni brat sir Charlesa Chaplina.

## Życiorys

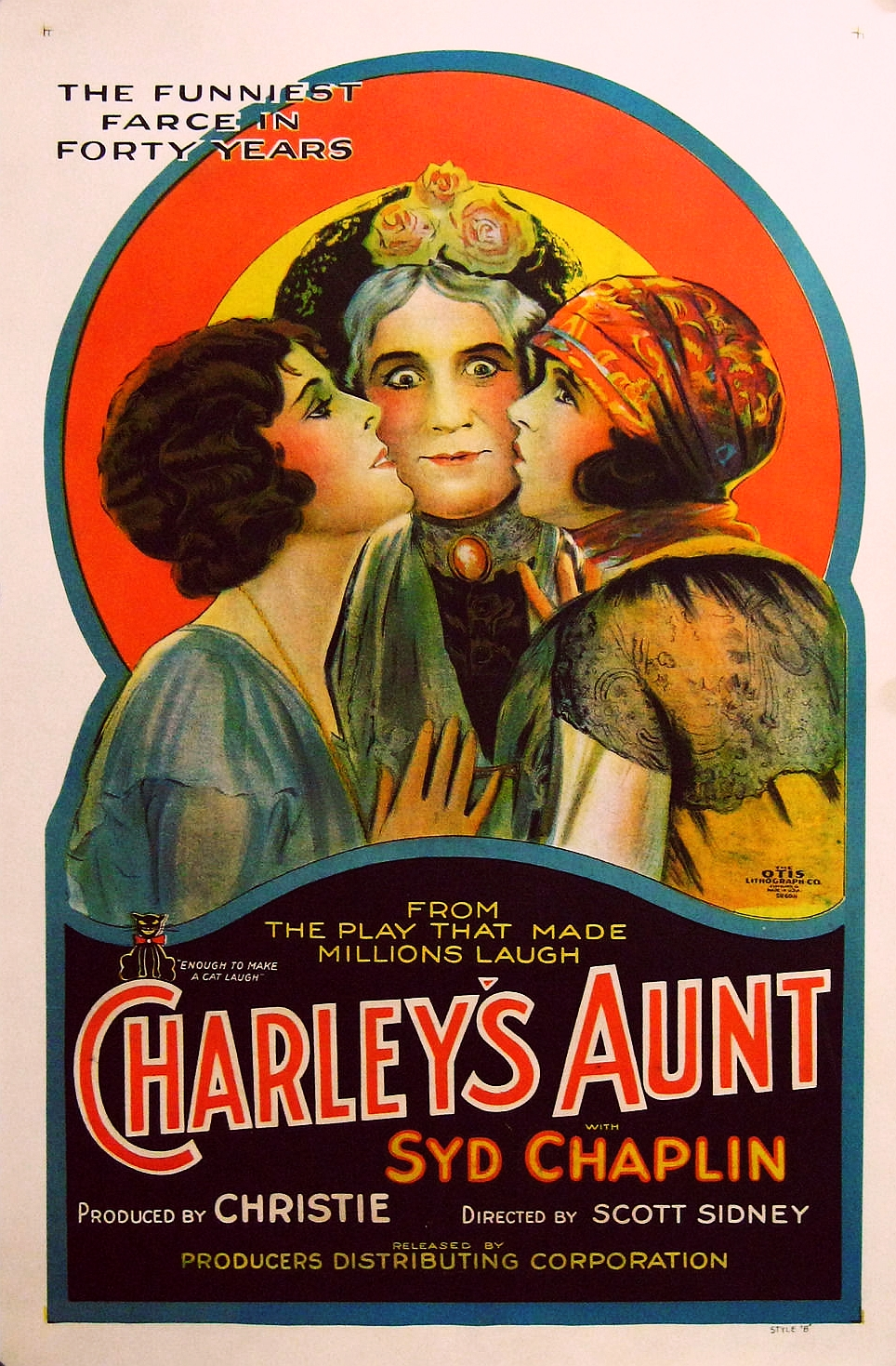
Plakat filmu Ciotka Charleya

Urodził się 16 marca 1885 roku w Londynie jako syn Hannah Hill, aktorki wodewilowej. Choć matka podawała, iż ojcem Sydneya był Sydney Hawkes, tożsamość ojca nigdy nie została zweryfikowana. W 1885 roku Hill wyszła za Charlesa Chaplina Sr., a Sydney przyjął nazwisko ojczyma. Z tego związku miał brata przyrodniego, Charliego. Dorastał w skrajnie trudnych warunkach i postępującej biedzie, przez co wraz z matką i bratem trafił do przytułku dla ubogich. W młodości pomagał matce finansowo, podejmując dorywcze prace, m.in. sprzedawał gazety i roznosił telegramy oraz służył na statku szkoleniowym „Exmouth”, a w wieku 16 lat został zatrudniony jako trębacz na statku szkolnym „Exeter”. Dzięki protekcji młodszego brata, został zaangażowany do objazdowego spektaklu teatralnego o Sherlocku Holmesie. Po zakończeniu trasy podjął pracę w zespole wędrownych komediantów Charliego Manona, a niedługo później dołączył do trupy Freda Karna, w której stał się czołowym aktorem komediowym.
W 1914 roku przybył do Kalifornii, gdzie nakręcił kilka filmów, m.in. krótkometrażową komedię A submarine pirate, a także został menedżerem dwojego brata. W 1916 roku podpisał kontrakt ze studiem filmowym Mutual Film, w następnym roku z First National Pictures, a w 1919 roku z Famous Players-Lasky. Wyreżyserował film Król, królowa, joker, w którym zagrał. Film nie zdobył jednak popularności.
W tamtym czasie mocno zaangażował się w branżę lotniczą, uruchomił nawet – wspólnie z Emerym Rogersem – linię lotniczą Syd Chaplin Airline Company. Wkrótce powrócił do aktorstwa i zagrał m.in. w filmach: Podmirski pilot, Człowiek w skrzyni i Ciotka Charleya, który okazał się sporym sukcesem finansowym. Następnie wrócił do Anglii, gdzie nakręcił swój ostatni film – The Little Bit of Fluff. W 1929 roku, gdy miał rozpocząć pracę nad kolejnym filmem, został oskarżony przez Molly Wright o napaść seksualną. Po skandalu opuścił Anglię i przeniósł się do Europy kontynentalnej.
Był dwukrotnie żonaty, nie miał dzieci. Zmarł 16 kwietnia 1965 roku w Nicei. Został pochowany w Szwajcarii.

## Wybrana filmografia
- 1914: Charlie królem
- 1918: Psie życie
- 1918: Pożyczka wolności
- 1921: Król, królowa, joker
- 1922: Dzień zapłaty
- 1925: Ciotka Charleya
- 1926: The Better 'Ole